# Wiesława Czapińska
Wiesława Czapińska-Kalenik (ur. 1932 w Bydgoszczy, zm. 26 września 2010 w Warszawie) – krytyk filmowy, historyk filmu, scenarzystka (filmy krótkometrażowe, dokumentalne i animacje), dziennikarka, pisarka i animatorka kultury.

## Życiorys
Pomysłodawczyni Nagrody im. Zbyszka Cybulskiego (1969) i zarazem członek jury tego konkursu. Specjalistka w dziedzinie życia i twórczości Poli Negri oraz autorka jej biografii.
Zawodowo była związana z tygodnikiem Ekran oraz współpracowała z innymi pismami. Prowadziła wykłady w Bródnowskim i Płońskim Uniwersytecie Trzeciego Wieku (m.in. na tematy: Polska w obcym filmie, Chłodny Bergman, gorący Antonioni), współpracowała z Akademią Filmu i Telewizji w Warszawie.
Otrzymała tytuł Honorowej Obywatelki Lipna oraz była dyrektorem artystycznym festiwalu „Pola i inni”, organizowanego od 2007 roku przez Lipnowskie Towarzystwo Kulturalne im. Poli Negri w Lipnie.

## Twórczość

### Filmografia
- 1971 Sceny z życia kapitana – komentarz
- 1993 Ordonka – komentarz
- 1997 Poszedłem po słońce – scenariusz

### Spektakle
- 1969 Całe życie Sabiny – adaptacja
- 2002 I Bogu dzięki! – jako kobieta w czerni
- Polita, gwiazda gwiazd (spektakl teatralny) – scenariusz

### Publikacje
- Wiesława Czapińska; Pokochać film, Nasza Księgarnia, 1977
- Wiesława Czapińska, Janina Nasierowska; Niedaleko jabłko od jabłoni, Multico – Multico Oficyna Wydawnicza sp. z o.o., 2001, ISBN 83-7073-315-8.
- Wiesława Czapińska; Magiczne miejsca literackiej Europy, Europa, Wrocław 2001, ISBN 83-87977-87-X.
- Wiesława Czapińska; Polita, Wydawnictwa Radia i Telewizji, 1989, ISBN 83-212-0517-8.
- Wiesława Czapińska; Artyści w Trzeciej Rzeszy, ABC, 1997, ISBN 83-86788-16-X.
- Wiesława Czapińska; Pola Negri – polska królowa Hollywood, Philip Wilson, 1996, ISBN 83-85840-78-8.
- Wiesława Czapińska; Wielkie romanse Trzeciej Rzeszy Warszawa 1994, Polski Dom Wydawniczy ISBN 83-7043-091-0.